# 장강계시록
《장강계시록》(装腔启示录)은 2023년 방송되었던 중국의 드라마이다.

## 등장 인물
- 차이원징 - 탕잉 역
- 한둥쥔 - 쉬즈취엔 역
- 경락 (耿乐) - 마치위엔 역
- 바오상언 - 린신즈 역
- 대운범 (代云帆) - 쉬지아바이 역
- 이원 (李媛) - 왕쑤쑤 역
- 예홍결(倪虹洁) - 류메이링 역
- 류스스 - 다이왕 역
- 황웨이더 - 리차드 역
- 곡철명 (曲哲明) - 장이원 역